# Вишневская, Эва
Эва Мария Вишневская (пол. Ewa Maria Wiśniewska, род. 25 апреля 1942 года, Варшава, Польша) — польская актриса театра и кино.
Её сестра — актриса Малгожата Немирская.

## Избранная фильмография
- 1956 — Канал / Kanał
- 1960 — Косоглазое счастье / Zezowate szczęście
- 1963 — Девушка из банка (Преступник и девушка) / Zbrodniarz i panna
- 1964 — Жизнь ещё раз / Życie raz jeszcze
- 1964 — Закон и кулак / Prawo i pięść
- 1965 — Три шага по земле / Trzy kroki po ziemi
- 1965 — Один в городе / Sam pośród miasta
- 1967 — Замёрзшие молнии / Die gefrorenen Blitze (ГДР)
- 1967 — Ставка больше, чем жизнь / Stawka większa niż życie (только в 5-й серии)
- 1969 — Только погибший ответит / Tylko umarły odpowie
- 1970 — Доктор Эва / Doktor Ewa (телесериал)
- 1971 — Бриллиант Раджи (телефильм) — леди Клара Венделер
- 1973 — Большая любовь Бальзака / Wielka miłość Balzaka
- 1973 — Яношик / Janosik (телесериал)
- 1977 — Кукла / Lalka (телесериал)
- 1978 — Мёртвые бросают тень / Umarli rzucają cień
- 1978 — Роман и Магда / Roman i Magda
- 1978 — Хэлло, Шпицбрудка / Hallo Szpicbródka
- 1978 — Что ты мне сделаешь, когда поймаешь / Co mi zrobisz jak mnie złapiesz
- 1981 — Большой пикник / Wielka majówka
- 1982 — Алиса / Alice
- 1982 — Отплата / Odwet
- 1985 — Детские сцены из жизни провинции / Sceny dziecięce z życia prowincji — госпожа Р., жена бурмистра
- 1986 — Чужеземка / Cudzoziemka — Ружа
- 1999 — Огнём и мечом / Ogniem i mieczem — княгиня Курцевич
- 2002 — Ведьмак / Wiedźmin — Калантэ
- 2003 — Старинное предание / Stara baśń. Kiedy słońce było bogiem — Яруна
- 2011 — Варшавская битва. 1920 / 1920 Bitwa Warszawska — Ада
- 2012 — Пятое время года / Piąta pora roku — Барбара

## Признание
- 1979 — Серебряный Крест Заслуги.
- 1988 — Золотой Крест Заслуги.
- 2007 — Серебряная медаль медаль «За заслуги в культуре Gloria Artis».